# 耶萊克布古
耶萊克布古（法語：Yélékébougou），是馬里的城鎮，位於該國西南部，由庫利科羅區的卡蒂省負責管轄，面積288平方公里，海拔高度433米，2009年人口7,257，人口密度每平方公里25人。